# Lápiz y papel
Lápiz y papel fue un concurso de televisión emitido por TVE en la temporada 1981-1982, dirigido y realizado por Fernando Navarrete, con guiones del propio Navarrete y Willy Rubio y la presentación de Ángel Quesada y José Carabias, conocidos en el juego como «El presentador» y «Su adjunto», respectivamente. El espacio contaba igualmente con la colaboración del humorista argentino Joe Rígoli.

## Mecánica
Ocho concursantes deben enfrentarse a otras tantas pruebas sucesivas, eliminándose uno por cada prueba para elegir al ganador del concurso. Las pruebas son tanto físicas como de habilidad, conocimiento del idioma o puro azar, como apostar en una carrera de caracoles. Por otro lado, en cada prueba los concursantes representan mediante un cartel el rasgo de la personalidad de un personaje por identificar (soltero/casado, con estudios/sin estudios, rango de edad, etc). Los rasgos del personaje que representan los concursantes que van siendo eliminados se van recogiendo en un panel, de forma que al terminar el programa existe un perfil de ciudadano con unas características. El espectador que concuerde con las mismas podrá acceder a un premio adicional.
«Adjunto, sirena y puerta». En el primer fallo, le colocaban al concursante un «adjunto», en el segundo una «sirena» y al tercero se acababa su participación.